# میتار مرکلا
میتار مرکلا (انگلیسی: Mitar Mrkela؛ زادهٔ ۱۰ ژوئیهٔ ۱۹۶۵) بازیکن فوتبال اهل یوگسلاوی بود.
از باشگاه‌هایی که در آن بازی کرده‌است می‌توان به باشگاه فوتبال ستاره سرخ بلگراد، باشگاه فوتبال توئنته، باشگاه فوتبال بشیکتاش، و باشگاه فوتبال کامبور اشاره کرد.
وی در مسابقات بین‌المللی در مجموع برندهٔ ۱ مدال برنز شده‌است.